# Jan-Anders Eriksson

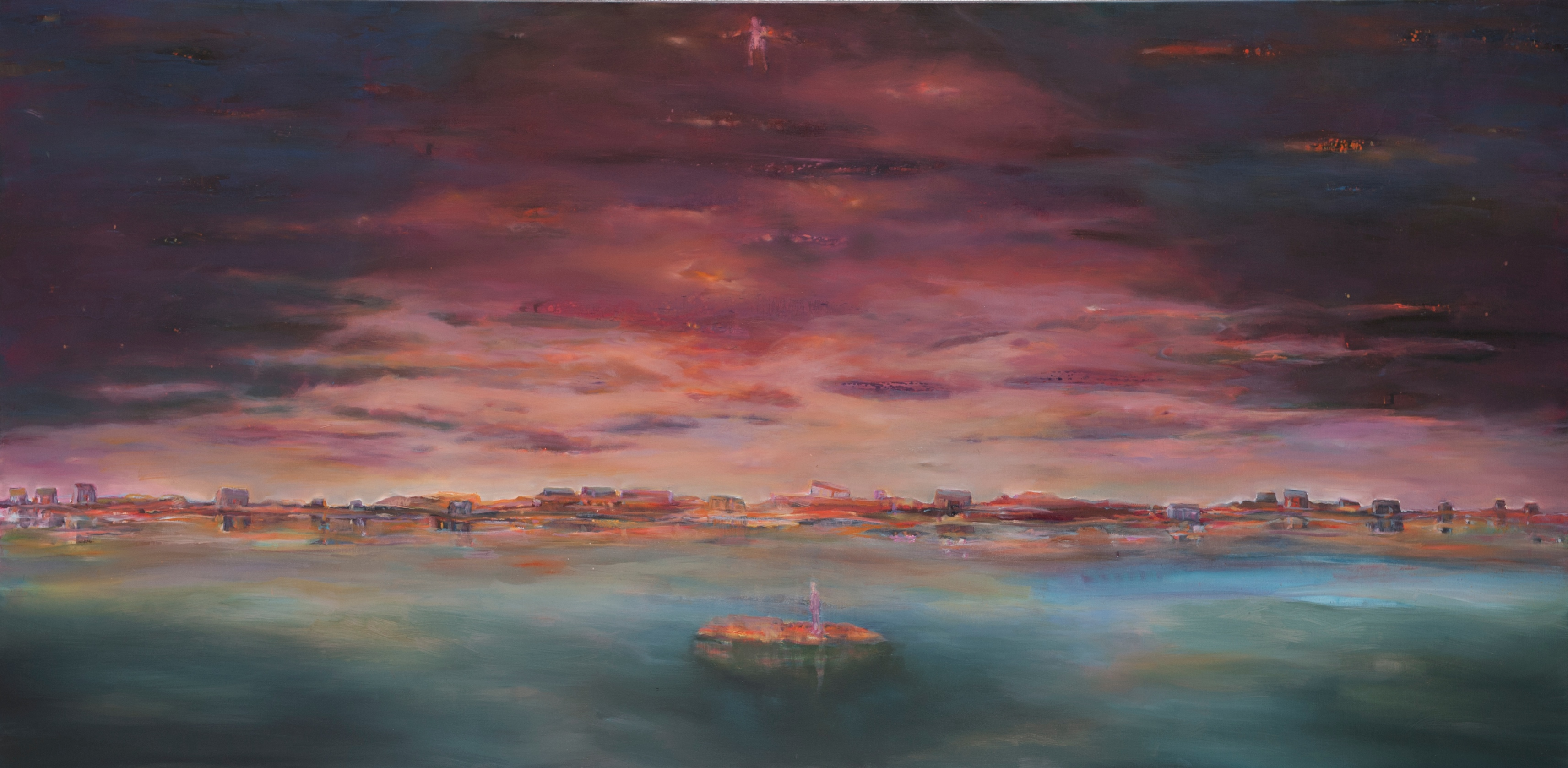
Ön. Olja på duk av Jan Anders Jatte Eriksson. Verket tillhör Region Norrbotten.

Jan-Anders "Jatte" Eriksson, född 1944 i Södra Harads, är en svensk bildkonstnär, bosatt och verksam i Norrbotten.
Jan-Anders "Jatte" Eriksson utbildade sig på Konstfack 1967–1973. Hans måleri kan beskrivas som en romantiskt färgad expressionism som fångar människans litenhet i ett storslaget landskap.[källa behövs] Han har sedan 1969 ställt ut runt om i Sverige och Norden. 
Jan-Anders "Jatte" Eriksson var en av initiativtagarna till kulturtidskriften Hjärnstorm 1977. Eriksson har belönats med Luleå kommuns kulturstipendium och Norrbottens läns landstings kulturstipendium Rubus arcticus (1997).
Offentlig utsmyckning "På moln stod du" i Kulturens hus, Luleå, 2007.

## Separatutställningar
- Konsthallen, Kulturens hus, Luleå
- Bodens Konstgille
- Havremagasinet i Boden
- Galleri Estetica, Malmö
- Gelleri Remi, Östersund
- Skövde Konsthall
- Eksjö museum
- Aarhus Kunstbygning (Aarhus kunsthal)
- Viborg Kunsthal
- Trondhjems Kunstforening